# Бістабільність

Схематичне зображення бістабільності.

Бістабі́льність — явище існування у динамічній системі двох локально стабільних станів при однакових зовнішніх чинниках.

## Загальний опис
При бістабільності здебільшого один із станів є глобально стабільним, тобто має найменше можливе значення відповідного термодинамічного потенціалу, наприклад, вільна енергія, а інший стан стабільний тільки локально. Локальна стабільність рівноважного стану або метастабільність означає те, що при виведенні системи із нього, виникають сили, які намагаються повернути її до точки рівноваги. Проте, при достатньо великому відхиленні система може перейти в глобально стабільний стан. Однак, існують системи, в яких два можливі стани симетричні.
На рисунку праворуч показані дві «ями» однакової глибини, в кожен з яких може упасти частинка. Очевидно, що в загальному випадку ями можуть бути неоднакові. Якщо частинка попадає в глибшу яму, для того, щоб вона перестрибнула в іншу, потрібно надати їй більшу енергію.
При бістабільності часто виникає явище гістерезису.
Бістабільність широко використовується в техніці. Наприклад, вона виникає у тригерах, що служать для зберігання нулів та одиниць в комп'ютерній пам'яті. 
При існуванні більшого числа локально стабільних станів, вживають термін мультистабільність.

### Приклади бістабільності

Вольт-амперна характеристика з ділянкою від'ємної диференційної провідності

На зображенні праворуч показана вольт-амперна характеристика пристрою з від'ємною диференційною провідністю (n-подібна крива). Така залежність виникає, наприклад, у напівпровідникових приладах на основі арсеніда галію. Одному значенню струму на графіку відповідають три різні значення падіння напруги, а, отже, три різні значення опору пристрою. Середній із станів нестабільний, тож в цій системі існує бістабільність струму. Якщо збільшувати струм, починаючи від нуля, то падіння напруги зростатиме, доки не досягне максимуму. Далі струм може зрости лише при переключенні системи в стан із більшим падінням напруги. Якщо зменшувати струм після перемикання, то спадок напруги зменшуватиметься неперервно, доки не досягне мінімуму кривої. В цій точці відбувається перемикання у стан із малим падінням напруги. Виникає гістерезис.

## Бістабільна молекула
Молекула, що може існувати в двох стабільних електронних
станах,  один  з  яких  є  метастабільним.  Фізичні  властивості
кожного зі станів різні та чітко спостережувані. З кожним зі
станів можна пов’язати біт інформації. Переходи між станами
здійснюються  під  дією  певних  фізичних  чинників,  напр., 
світла  чи  дії  магнітного  поля.  Такі  молекули  становлять
двобітні  логічні  елементи  і  можуть  використовуватися  в
пристроях для зберігання та обробки інформації.